# Mallonia barbicornis
Mallonia barbicornis es una especie de escarabajo longicornio del género Mallonia, tribu Neopachystolini, subfamilia Lamiinae. Fue descrita científicamente por Fabricius en 1798.
La especie se mantiene activa durante el mes de abril.

## Descripción
Mide 23-25 milímetros de longitud.

## Distribución
Se distribuye por Costa de Marfil, Guinea, Uganda y República Sudafricana.